# Василишин Михайло Іванович (Герой України)
Миха́йло Іва́нович Васили́шин (27 березня 1910, Спас, Долинський повіт, Станіславський округ, Королівство Галичини і Володимирії, Австро-Угорщина— 20 березня 1945,  Ключборка, Ключборський  повіт Опольське воєводство, Польська Народна Республіка) — Герой України, воїн-кулеметник.

## Біографія
Народився 27 березня 1910 року у селі Спас (Рожнятівський район) на Прикарпатті.
1944 року мобілізований до Червоної армії у ряди 175 гвардійського стрілкового Віленського полку 58 гвардійського стрілкової дивизії 5  гвардійської армії 1 Українського фронту на посаду кулеметника.  За  форсування річки Одер у січні 1945 року, за що був нагороджений званням «Герой Радянського Союзу».  
Помер 20 березня 1945р. в Ключборку. Похований на цвинтарі радянських солдат.

### Інцедент з нагородою
Через біографічну плутанину, його нагорода дісталась іншому Михайлові Івановичу Василишину, уродженцю села Чорний Потік, який служив у тому самому полку, що й Михайло Василишин зі Спаса. Відомо це стало лише 1984 р., й відтоді родичі Михайла Василишина намагалися виправити цю помилку.
Розв'язати цю проблему вдалося  3 травня 2006р., коли Президент України Віктор Ющенко підписав указ  про надання Михайлові Василишину посмертно звання «Герой України» з удостоєнням ордена «Золота Зірка"

## Нагороди
- «Герой Радянського Союзу».
- орден «Золота Зірка" (2006)